# Møllen (film fra 1943)
 Ikke at forveksle med Møllen (film fra 1908).
Møllen er en dansk film fra 1943 instrueret af Arne Weel, der også skrev filmens manuskript sammen med Hans Severinsen. Filmen er et uforløst melodrama. Musikken er komponeret af Emil Reesen.

## Medvirkende i udvalg
- Eyvind Johan-Svendsen
- Pouel Kern
- Vera Gebuhr
- Betty Söderberg
- Helga Frier
- Sigurd Langberg
- Ejner Federspiel
- Jørn Jeppesen
- Buster Larsen
- Karen Poulsen
- Peter Poulsen